# Куппер, Мартин
Мартин Куппер (эст. Martin Kupper; род. 31 мая 1989, Таллин) — эстонский легкоатлет, специалист по метанию диска. Выступает за сборную Эстонии по лёгкой атлетике с 2011 года, победитель Кубка Европы по зимним метаниям, многократный победитель и призёр первенств национального значения, участник летних Олимпийских игр в Рио-де-Жанейро.

## Биография
Мартин Куппер родился 31 мая 1989 года в Таллине.
Впервые заявил о себе в лёгкой атлетике на международном уровне в сезоне 2011 года, когда вошёл в состав эстонской национальной сборной и выступил в метании диска на молодёжном европейском первенстве в Остраве.
В 2013 году стал восьмым на Кубке Европы по зимним метаниям в Кастельоне.
В 2014 году закрыл десятку сильнейших на Кубке Европы по зимним метаниям в Лейрии, занял девятое место на чемпионате Европы в Цюрихе.
На Кубке Европы по зимним метаниям 2015 года в Лейрии с личным рекордом 66,67 превзошёл всех соперников в метании диска и завоевал золотую медаль. Также в этом сезоне выступил на чемпионате мира в Пекине, но в финал здесь не вышел.
В 2016 году впервые одержал победу на чемпионате Эстонии, прервав многолетнюю победную серию Герда Кантера, стал вторым на Кубке Европы по метаниям в Араде и седьмым на чемпионате Европы в Амстердаме. Выполнив олимпийский квалификационный норматив (65,00), удостоился права защищать честь страны на летних Олимпийских играх в Рио-де-Жанейро — в программе метания диска благополучно преодолел предварительный квалификационный этап, затем в финале показал результат 66,58 метра, с которым расположился в итоговом протоколе на четвёртой позиции.
После Олимпиады в Рио Куппер остался действующим спортсменом на ещё один олимпийский цикл и продолжил принимать участие в крупнейших международных стартах. Так, в 2017 году он вновь выиграл чемпионат Эстонии, взял бронзу на Кубке Европы по метаниям в Лас-Пальмасе, выступил на чемпионате мира в Лондоне.
В 2018 году метал диск на чемпионате Европы в Берлине.
В 2019 году выиграл бронзовую медаль на Кубке Европы по метаниям в Шаморине, принял участие в чемпионате мира в Дохе.
В 2020 и 2021 годах дважды подряд становился чемпионом Эстонии в метании диска.